# 法道寺 (朝来市)
法道寺（ほうどうじ）山号は亀岡山（かめおかさん）
兵庫県朝来市にある高野山真言宗の仏教寺院。本尊は金剛界大日如来である。
兵庫県朝来市には法道仙人開基の寺院が多く、開基名称の法道寺は朝来市には
２カ寺あり、通称で禅宗の寺と、当山は密教寺院であるので
法道密寺とも呼ばれている。

## 歴史
伝承によれば、白雉（654年）の頃、法道仙人の開基と伝わる。開基当初は、現在地の少し離れた宮内村に式内社の盈岡神社があり、盈岡神社下のお堂に法道仙人作の十一面観音を祀ったとされる。天平年間(729年～749年)行基が但馬国を訪れて、現在の地に法道仙人ゆかりの十一面観音を祀る寺院を建立したとされ、その後、弘仁年間(810年～824年)に、弘法大師空海が来錫したとされる。鎌倉時代天正８年(1580年)～13年(1585年)頃、宮内村に拠点を置いていた藤原氏が中山城(現法道寺城)を改築した時に、寺院から下側に武家屋敷も築かれ石垣などは現在も残る。萬治年間（1658年-1661年）に中興の祖、覚雲坊秀政上人により伽藍が再建された。正徳年間（1711年-1715年）に火災に遭い仏像や文献など大半が焼失したが観音菩薩・地蔵菩薩は焼け跡が現在も残る。寛文3年（1663年）建立の大師堂が当時のまま残っている。本堂は享保2年（1717年）、鐘楼は宝暦8年（1758年）に再建された。神仏習合の面影も残り、境内地の裏山には宮内村盈岡神社がある、法道仙人ゆかりの牛頭天王社や薬師堂・弁財天堂があり別当寺としての記録も残る。
中興の祖、覚雲坊秀政上人が法道寺で光明真言を大きく広めた、現在も天石として村で語られる弘法石が落ちてきた様子や、他の寺院との間に亀裂が生じ生野代官所から江戸幕府寺社奉行所の井上河内守で取り調べ受けた記録も残る。覚雲坊秀政上人は寺社奉行所での対応が認められ帰山を許され、又、密教についての教えに越前候は尊敬され、但馬法道寺から越前愛染寺の住職として待遇されたが、寛文11年に47歳で福井市国山町の愛染寺で没した。愛染寺では秀政上人が開基として墓所も現在も残る。享和3年(1803年)第45世(中興17世)祐海により秀政上人の顕彰碑が建立されるが、碑文を松尾寺の等空大阿闍梨が書かれている。

## 境内

### 建造物
- 本堂 - 本尊の大日如来像、その両脇に観音菩薩像と波切不動明王像を安置する。
- 大師堂 - 弘法大師像、その両脇に地蔵菩薩像と法道仙人作の十一面観音像を安置する。
- 鐘楼 - 初代梵鐘は天和3年（1683年）に鋳造されたが、昭和17年（1942年）10月に金属類回収令により供出。現在の梵鐘は平成18年（2006年）に再鋳造された二代目である。
- 金毘羅堂　明治26年第51世快雄法印の時、当寺鎮守として金毘羅権現勧請
- 護摩堂-令和3年9月17日第55世法印眞詮晋山5周年記念事業として祈祷道場の護摩堂を落慶、本尊は信貴山朝護孫子寺大本山千手院 (奈良県平群町)より毘沙門三尊(毘沙門天・吉祥天女・善膩師童子)を勧請
- 毘沙門天　平成30年第55世法印眞詮晋山の時、法道仙人ゆかりり毘沙門天を信貴山千手院より勧請される。
- 馬鳴堂　馬鳴菩薩を祀るお堂で地区は養蚕の守護として祀られる。現在では女性守護としてお詣りがある。
- 天石(弘法石)-覚雲坊秀政上人が法道寺におられる時に天から降ってきた石と伝わる

### 石建造物
- 大阿闍梨覚雲上人顕彰碑 - 享和3年（1803年）、四十六世祐海によって建立された中興の祖覚雲上人の顕彰碑。その人柄や事績が漢文で刻まれている。
- 宝篋印塔 - 享保8年（1723年）建立、刻字「一切如来心秘密全身舎利寶筺印陀羅尼塔請銀施入」
- 地蔵菩薩像 - 大正5年（1916年）建立

### 巡礼道
- おでっさんみち（お大師道） - 明治28年（1895年）寺奥の霊山に整備された約１キロメートルの巡礼道。道中八十八ヶ所に近隣集落の有志164人の寄進による178体の石像が安置されている。石像は二体一対で、如来、菩薩、明王など四国八十八箇所の各札所の本尊と弘法大師の座像が安置されている。

## 札所
- 但馬八十八所霊場第二十三番札所

ご詠歌：まようべき しるべにたのむ のりのみち てらよりほかに なにかもとめん

## 周辺
- 法道寺城（中山城） - おでっさんみち途中の山頂部（標高230メートル）にある山城跡。建造物は無い。城域は東西約150メートル、南北約40メートル、城主や城史については不明である。構造は、土塁囲みの2つの曲輪を、さらに堀切・竪堀、横堀などで防御を固めた縄張りで、但馬の城の中では特異な形を呈している。

## 所在地
- 兵庫県朝来市和田山町法道寺280番地

## 交通アクセス
鉄道
- JR山陰本線・和田山駅から車で約15分

道路
- 国道9号法道寺交差点を山側へ約800メートル